# رونالد إل. تومسون
رونالد إل. تومسون (بالإنجليزية: Ronald L. Thompson)‏ هو سياسي أمريكي، ولد في 19 أغسطس 1899 في بنسيلفانيا في الولايات المتحدة، وتوفي في 19 يونيو 1986 في كليرواتر في الولايات المتحدة. حزبياً، نشط في الحزب الجمهوري. وقد انتخب عضو مجلس نواب بنسيلفانيا.